# Kleinburgk
Kleinburgk ist eine Gemarkung im Stadtteil Burgk der sächsischen Großen Kreisstadt Freital im Landkreis Sächsische Schweiz-Osterzgebirge.

## Geographie
Kleinburgk liegt im Osten des Freitaler Stadtgebietes. Ein Teil der Trasse der Windbergbahn verläuft über das Gebiet von Groß- und Kleinburgk.

## Geschichte
Das Dorf Kleinburgk entstand als Bergbausiedlung auf der Flur von Großburgk. Es wird 1668 erstmals als Beßerung oder Kleinburgk erwähnt. Der Name rührt daher, dass die Ansiedler den Boden nicht als Eigentum, sondern nur zur Bewirtschaftung in Bau und Besserung erhielten.
Die Verwaltungszugehörigkeit lag beim Amt Dresden. 1764 übte das Rittergut Potschappel die Grundherrschaft aus. Von 1856 bis 1875 gehörte Kleinburgk zum Gerichtsamt Döhlen, später zur Amtshauptmannschaft Dresden. 1912 vereinigte sich Kleinburgk mit Großburgk zur neuen Gemeinde Burgk. Nachdem 1915 noch Zschiedge hinzugekommen war, wurde es 1924 ein Stadtteil der 1921 gegründeten Stadt Freital. Kleinburgk wurde dabei kein eigener Stadtteil der neuen Stadt, sondern blieb Burgk zugeordnet und existiert heute nur noch als Gemarkung.

### Entwicklung der Einwohnerzahl
| Jahr | Einwohner             |
| ---- | --------------------- |
| 1764 | 8 Gärtner, 11 Häusler |
| 1834 | 166                   |
| 1871 | 285                   |
| 1890 | 393                   |
| 1910 | 463                   |